# 菲律賓—南蘇丹關係
菲律賓－南蘇丹關係，是指菲律賓共和國與南蘇丹共和國兩國之間的雙邊關係。2011年7月9日，南蘇丹宣布從蘇丹共和國獨立後一個月內菲律賓便承認南蘇丹為主權國家。自2013年3月起，菲律賓駐肯尼亞領事館兼轄南蘇丹事務，在這之前是由菲律賓駐埃及開羅領事館兼轄。

## 歷史
南蘇丹宣布脱离苏丹獨立後不久，菲律賓便於2011年7月9日正式承認南蘇丹為主權獨立的國家。2013年3月13日，時駐肯尼亞菲律賓大使小多明戈·路森納里歐和南蘇丹大使马约克（Majok Guandong Thiep）在聯合國內羅畢辦事處簽署聯合公報，兩國正式建交。路森納里歐在一份聲明中表示，菲律賓和南蘇丹正式建立關係後將是互惠互利的，因為兩國可以在各個共同的合作領域加強關係。兩名大使亦討論了建立雙邊合作聯合委員會的需要性，以確保各個合作領域能夠使兩國人民受益。

## 經濟關係
根據2013年的統計，有超過300名菲律賓人在南蘇丹工作。2012年1月13日，菲律賓海外就業署以南蘇丹瓊萊州的族裔暴力升級為由，禁止菲律賓工人往南蘇丹就業。兩個月後的3月22日，隨著南蘇丹局勢的改善，菲方取消了相關禁令  。
2013年12月24日，該署因南蘇丹內戰爆發而恢復對菲律賓勞工去南蘇丹工作的禁令。2015年10月21日，該署根據外交部的建議放寬禁令，允許國際組織的菲律賓人員返回南蘇丹，條件是當地雇主要負責菲律賓雇員的撤離工作。該禁令特別放寬予為日本對外實施政府開發援助（ODA）的主要執行機構之一獨立行政法人國際協力機構在當地的建設項目負責的大日本土木株式会社。
2016年6月30日，鑑於南蘇丹民族團結過渡政府的成立和當地局勢的改善，菲律賓海外就業管理局允許一度返回菲律賓的勞工重回南蘇丹，但須要他們在南蘇丹有工作證明。